# Saint-Sylvestre-Cappel
 Saint-Sylvestre-Cappel  (en neerlandés Sint-Silvesterkappel) es una población y comuna francesa, en la región de Norte-Paso de Calais, departamento de Norte, en el distrito de Dunkerque y cantón de Steenvoorde.

## Demografía
| 716 | 724 | 870 | 1045 | 1019 | 1073 |
| Para los censos de 1962 a 1999 la población legal corresponde a la población sin duplicidades (Fuente: INSEE [Consultar]) |     |     |      |      |      |